# Franz Alice Stern
Francesco Stella, dit Franz Alice Stern, est un ingénieur, compositeur et producteur italien de musique électronique et techno qui réside à Berlin.

## Biographie
Franz a commencé à étudier la composition et le piano très jeunes (4 ans). À l'âge de neuf ans, il a découvert la musique électronique et il est tombé amoureux de musiciens comme Kraftwerk et Plastikman, malgré tout son background « classique » l'a aidé à définir un style personnel; Il est très facile de reconnaître ses productions, qui mélange arpèges de Johann Sebastian Bach avec batterie et la basse venant de la techno de Detroit. Il a commencé à jouer dans les clubs de Bari à l'âge de 13 ans, mais la première sortie signée Franz Alice Stern est arrivée en 2014, sur le label allemand Trapez LTD. Son premier EP (K8), a immédiatement obtenu un large succès, lui permettant d'atterrir sur le label Get Physical Music. En 2015, il s'installe à Berlin, qu'il définit lui-même comme crucial pour sa croissance artistique. La même année, il a sorti plusieurs singles et remixes, comme Fritz Kalkbrenner - One Of These Days (Franz Alice Stern Remix). Ses pièces sont régulièrement jouées et soutenues par des artistes de renommée mondiale tels que Richie Hawtin, Dominik Eulberg et Luciano (musicien). Franz a également été inclus en 2016 dans une liste spéciale des 100 meilleurs musiciens électroniques selon Beatport et sa réinterprétation de Rauschhaus - The End Of All Thing sur Submarine Vibes a été insérée à la soixante-quatorzième place des meilleures ventes en 2016 par Traxsource. Souvent invité à jouer dans les meilleurs clubs européens et internationaux,, il a fait ses débuts à l'Amsterdam Dance Event en octobre 2016, peu avant de rejoindre le label allemand Katermukke. En octobre 2018, les magazines de musique électronique When We Dip et Electronic Groove annoncent la sortie de son nouvel EP "White And Black" sur le label français Lost On You, 100% des revenus seront reversés à la charité.

## Vie privée
Stern a étudié le droit à l'Université de Bari, et à partir de 2013, il est socialement engagé dans la lutte contre la pauvreté et soutient fermement diverses organisations humanitaires comme le HCR et l'UNICEF. Depuis 2015, il vit à Berlin.
Il a également étudié l'ingénierie audio à Londres à la Point Blank Music School.

## Discographie partielle[11]

### Originals
- 2014 K8 EP // Trapez LTD[12]
- 2014 To Survive // Get Physical Music[13]
- 2015 2nd State // Modernsoul
- 2015 Pretending // Parquet Recordings
- 2015 Adagio In Dmin // Traum Schallplatten
- 2015 North Winds EP // With Compliments
- 2016 Normal Minds EP // Trapez LTD[14]
- 2016 IMmaterial EP // Click Records
- 2016 Gravity // Parquet Recordings
- 2016 Pride And Prejudice // Katermukke
- 2016 Nirvana // Polymath
- 2017 Glory Way // Traum Schallplatten
- 2017 Odi Et Amo // Katermukke
- 2018 White And Black EP // Lost On You
- 2018 A New End EP // Katermukke[15],[16]
- 2019 Loud Silence // Bar 25

### Remixes
- 2015 Marius Franke - Nails (Franz Alice Stern Remix) // MBF LTD
- 2015 Fynn - Here's My Soul (Franz Alice Stern Remix) // Get Physical Music
- 2015 Jonas Woehl - Leaving Me (Franz Alice Stern Remix) // Lenient Tales
- 2015 Teho - Cliche (Franz Alice Stern Remix) // Parquet Recordings
- 2015 Fritz Kalkbrenner - One Of These Days (Franz Alice Stern Remix) // SUOL
- 2015 Anna Naklab feat. Alle Farben & Younotus - Supergirl (Franz Alice Stern Remix) // Sony Music Entertainment[17]
- 2015 YouKey - Separated Sky (Franz Alice Stern Remix) // Get Physical Music
- 2015 Groove Squared - A.I. (Franz Alice Stern Remix) // OGOPOGO
- 2015 Alexandre Allegretti, Riccii - Survival (Franz Alice Stern Remix) // Making You Dance
- 2016 Ramon Tapia - Split Second (M.in & Franz Alice Stern Remix) // My Favourite Freaks &  Toolroom
- 2016 Bondi - You've Been Fooled (Franz Alice Stern Remix) // Konzeptions
- 2016 Leonard Bywa - Awe (Franz Alice Stern Remix) // With Compliments
- 2016 Fynn - Altered State (Franz Alice Stern Remix) // Get Physical Music
- 2016 Rauschhaus - The End Of All Things (Franz Alice Stern Remix) // Submarine Vibes
- 2016 Allies For Everyone - The Slow (Franz Alice Stern Remix) // Constant Circles
- 2016 Black Shape - Doom Room (Franz Alice Stern Remix) // Tiptop Audio Records
- 2017 Roderic - No Name (Franz Alice Stern AZ422 Mix) // Katermukke
- 2017 Roderic - No Name (Franz Alice Stern Latenight Mix) // Katermukke
- 2017 Hibrid - Flower The Black (Franz Alice Stern Remix) // Submarine Vibes[18]
- 2018 Dj Zombi - Lovely (Franz Alice Stern Remix) // BeatBoutique
- 2018 Thomas Maschitzke - Dementora (Franz Alice Stern Remix) // Geistzeit
- 2018 Nils Hoffmann - Drift (Franz Alice Stern Remix) // Get Physical Music[19]
- 2018 D-Formation - Stein (Franz Alice Stern Remix) // Beatfreak Recordings
- 2018 SolarSolar - Why Do I (Franz Alice Stern Remix) // Mango Alley
- 2019 Rafael Cerato & Teologen - Divine (Franz Alice Stern Remix) // Einmusika Recordings

### Compilations mixées
- 2016 Inner Pocket Moves Vol.3 Mixed By Franz Alice Stern // Trapez LTD[20]